# Schwabendorf (Rauschenberg)
Schwabendorf ist ein Ortsteil der Stadt Rauschenberg im mittelhessischen Landkreis Marburg-Biedenkopf.

## Geographie
Der Ort liegt am Rande des Burgwaldes. Er gehörte von 1821 bis 1932 zum damaligen Kreis Kirchhain. Nördlich treffen sich die Bundesstraße 3 und die Landesstraße 3077.

## Geschichte

### Ortsgeschichte
Gegründet wurde das Schwabendorf im Jahre 1687 auf Anordnung der landgräflich Regierung in Kassel. Damals siedelten 116 französische Glaubensflüchtlinge hier, Hugenotten und Waldenser. Auf dem zentralen Dorfplatz, dem Hugenottenplatz, erinnert ein Gedenkstein an die Namen der Einwandererfamilien. Ein nordwestlich gelegenes Feuchtgebiet, das den Siedlern teilweise zur Nutzung überlassen wurde, wird heute noch als Franzosenwiesen bezeichnet.
Im Zuge der Gebietsreform in Hessen genehmigte die Landesregierung mit Wirkung vom 31. Dezember 1971 den freiwilligen Zusammenschluss der Stadt Rauschenberg und der Gemeinden Albshausen, Bracht, Ernsthausen, Josbach, Schwabendorf und Wolfskaute im damaligen Landkreis Marburg zu einer Stadt mit dem Namen Rauschenberg.
Für alle ehemals eigenständigen Gemeinden sowie für die Kernstadt wurde je ein Ortsbezirk gebildet.
Vom 4. bis 8. Juli 2012 wurde 325 Jahre Schwabendorf gefeiert.

### Verwaltungsgeschichte im Überblick
Die folgende Liste zeigt die Staaten und Verwaltungseinheiten, denen Schwabendorf angehört(e):
- ab 1687–1800: Heiliges Römisches Reich (bis 1806), Landgrafschaft Hessen-Kassel, französische Kanzlei der landgräflich Reg. in Kassel
- ab 1800: Heiliges Römisches Reich (bis 1806), Landgrafschaft Hessen-Kassel, Amt Rauschenberg
- ab 1803 ist das Staatsoberhaupt Kurfürst
- 1807–1813: Königreich Westphalen, Departement der Werra, Distrikt Marburg, Kanton Rauschenberg (Friedensgericht Rauschenberg)
- ab 1815: Kurfürstentum Hessen, Amt Rauschenberg[6]
- ab 1821: Kurfürstentum Hessen, Provinz Oberhessen, Kreis Kirchhain[7][Anm. 2]
- ab 1848: Kurfürstentum Hessen, Bezirk Marburg
- ab 1851: Kurfürstentum Hessen, Provinz Oberhessen, Kreis Kirchhain
- ab 1867: Norddeutscher Bund, Königreich Preußen, Provinz Hessen-Nassau, Regierungsbezirk Kassel, Kreis Kirchhain
- ab 1871: Deutsches Reich,  Königreich Preußen, Provinz Hessen-Nassau, Regierungsbezirk Kassel, Kreis Kirchhain
- ab 1918: Deutsches Reich, Freistaat Preußen, Provinz Hessen-Nassau, Regierungsbezirk Kassel, Kreis Kirchhain
- ab 1932: Deutsches Reich, Freistaat Preußen, Provinz Hessen-Nassau, Regierungsbezirk Kassel, Kreis Marburg
- ab 1944: Deutsches Reich, Freistaat Preußen, Provinz Kurhessen, Landkreis Marburg
- ab 1945: Amerikanische Besatzungszone, Groß-Hessen, Regierungsbezirk Kassel, Landkreis Marburg
- ab 1949: Bundesrepublik Deutschland, Land Hessen, Regierungsbezirk Kassel, Landkreis Marburg
- ab 1972: Bundesrepublik Deutschland, Land Hessen, Regierungsbezirk Kassel, Landkreis Marburg, Stadt Rauschenberg[Anm. 3]
- ab 1974: Bundesrepublik Deutschland, Land Hessen, Regierungsbezirk Kassel, Landkreis Marburg-Biedenkopf, Stadt Rauschenberg
- ab 1981: Bundesrepublik Deutschland, Land Hessen, Regierungsbezirk Gießen, Landkreis Marburg-Biedenkopf, Stadt Rauschenberg

## Bevölkerung

### Einwohnerstruktur 2011
Nach den Erhebungen des Zensus 2011 lebten am Stichtag dem 9. Mai 2011 in Schwabendorf 471 Einwohner. Darunter waren 6 (1,3 %) Ausländer.
Nach dem Lebensalter waren 90 Einwohner unter 18 Jahren, 201 zwischen 18 und 49, 105 zwischen 50 und 64 und 78 Einwohner waren älter.
Die Einwohner lebten in 198 Haushalten. Davon waren 57 Singlehaushalte, 45 Paare ohne Kinder und 66 Paare mit Kindern, sowie 24 Alleinerziehende und 6 Wohngemeinschaften. In 33 Haushalten lebten ausschließlich Senioren und in 138 Haushaltungen lebten keine Senioren.

### Einwohnerentwicklung
| Quelle: Historisches Ortslexikon |                                             |
| • 1687:                          | 35 Familien                                 |
| • 1747:                          | 38 Haushalte                                |
| • 1812:                          | 38 Häuser, 342 Einwohner                    |
| • 1838:                          | Familien: 64 nutzungsberechtigte Ortsbürger |

| Schwabendorf: Einwohnerzahlen von 1800 bis 2023 | Schwabendorf: Einwohnerzahlen von 1800 bis 2023 | Schwabendorf: Einwohnerzahlen von 1800 bis 2023 | Schwabendorf: Einwohnerzahlen von 1800 bis 2023 | Schwabendorf: Einwohnerzahlen von 1800 bis 2023 |
| --- | ----------------------------------------------- | ----------------------------------------------- | ----------------------------------------------- | ----------------------------------------------- |
| Jahr |                                                 |                                                 |                                                 | Einwohner                                       |
| 1800 | 1800                                            |                                                 | 342                                             | 342                                             |
| 1834 | 1834                                            |                                                 | 380                                             | 380                                             |
| 1840 | 1840                                            |                                                 | 442                                             | 442                                             |
| 1846 | 1846                                            |                                                 | 413                                             | 413                                             |
| 1852 | 1852                                            |                                                 | 388                                             | 388                                             |
| 1858 | 1858                                            |                                                 | 407                                             | 407                                             |
| 1864 | 1864                                            |                                                 | 366                                             | 366                                             |
| 1871 | 1871                                            |                                                 | 312                                             | 312                                             |
| 1875 | 1875                                            |                                                 | 299                                             | 299                                             |
| 1885 | 1885                                            |                                                 | 315                                             | 315                                             |
| 1895 | 1895                                            |                                                 | 297                                             | 297                                             |
| 1905 | 1905                                            |                                                 | 288                                             | 288                                             |
| 1910 | 1910                                            |                                                 | 286                                             | 286                                             |
| 1925 | 1925                                            |                                                 | 334                                             | 334                                             |
| 1939 | 1939                                            |                                                 | 338                                             | 338                                             |
| 1946 | 1946                                            |                                                 | 540                                             | 540                                             |
| 1950 | 1950                                            |                                                 | 505                                             | 505                                             |
| 1956 | 1956                                            |                                                 | 461                                             | 461                                             |
| 1961 | 1961                                            |                                                 | 425                                             | 425                                             |
| 1967 | 1967                                            |                                                 | 433                                             | 433                                             |
| 1980 | 1980                                            |                                                 | ?                                               | ?                                               |
| 1990 | 1990                                            |                                                 | ?                                               | ?                                               |
| 2000 | 2000                                            |                                                 | ?                                               | ?                                               |
| 2011 | 2011                                            |                                                 | 471                                             | 471                                             |
| 2016 | 2016                                            |                                                 | 476                                             | 476                                             |
| 2023 | 2023                                            |                                                 | 510                                             | 510                                             |
| Datenquelle: Historisches Gemeindeverzeichnis für Hessen: Die Bevölkerung der Gemeinden 1834 bis 1967. Wiesbaden: Hessisches Statistisches Landesamt, 1968. Weitere Quellen: LAGIS; Zensus 2011; 2016 |                                                 |                                                 |                                                 |                                                 |

### Historische Religionszugehörigkeit
| Quelle: Historisches Ortslexikon |                                                                                           |
| • 1861:                          | 339 evangelisch-lutherische, 10 evangelisch-reformierte, 10 römisch-katholische Einwohner |
| • 1885:                          | 315 evangelische (= 100 %) Einwohner                                                      |
| • 1961:                          | 393 evangelische (= 92,00 %), 31 katholische (= 7,29 %) Einwohner                         |

### Historische Erwerbstätigkeit
| Quelle: Historisches Ortslexikon | |
| • 1746:                          | Erwerbspersonen: 16 Strumpfweber, 6 Wollkämmer, 5 Wollspinner, 4 Leineweber                                                         |
| • 1780:                          | Erwerbspersonen: 25 Strumpfweber, 2 Leineweber, 2 Hutmacher, 1 Schneider, 1 Schuhmacher.                                            |
| • 1838:                          | Familien: 15 Ackerbau, 15 Gewerbe, 34 Tagelöhner                                                                                    |
| • 1858:                          | Erwerbspersonen: 1 Schreiner, 2 Leineweber, 3 Zimmerleute, 10 Maurer                                                                |
| • 1961:                          | Erwerbspersonen: 104 Land- und Forstwirtschaft, 88 Produzierendes Gewerbe, 17 Handel und Verkehr, 18 Dienstleistungen und Sonstiges |

## Politik
Für Schwabendorf besteht ein Ortsbezirk mit Ortsbeirat und Ortsvorsteher nach der Hessischen Gemeindeordnung.
Der Ortsbeirat für den Ortsbezirk Schwabendorf besteht aus fünf Mitgliedern. Die Wahlbeteiligung zur Wahl des Ortsbeirats bei der Kommunalwahl 2021 60,47 %. Alle Kandidaten gehörten der „Gemeinschaftslist Schwabendorf“ an. Der Ortsbeirat wählte Günther Aillaud zum Ortsvorsteher.

## Kultur und Sehenswürdigkeiten

### Hugenotten-Gedächtniskirche

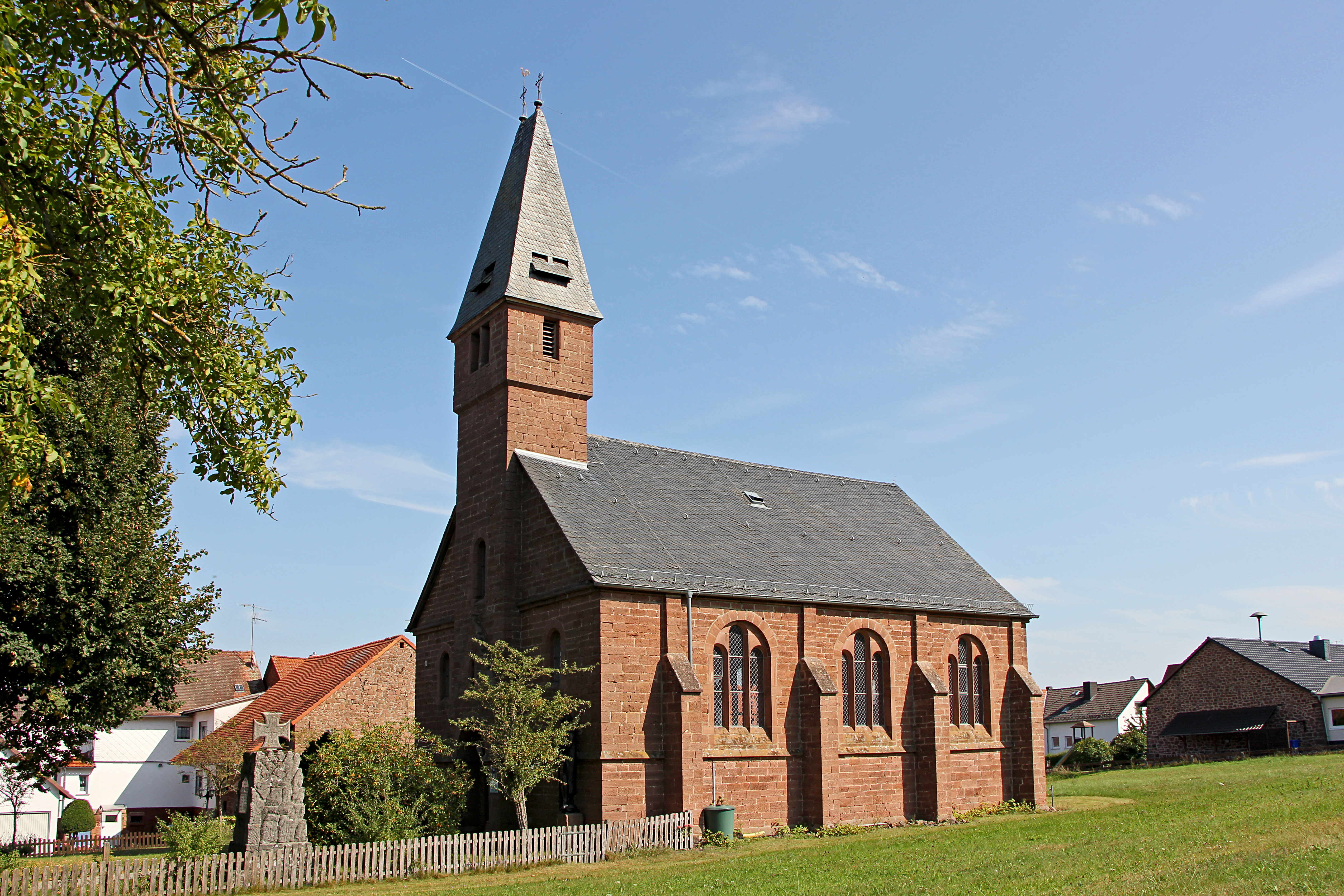
Die Schwabendorfer Kirche

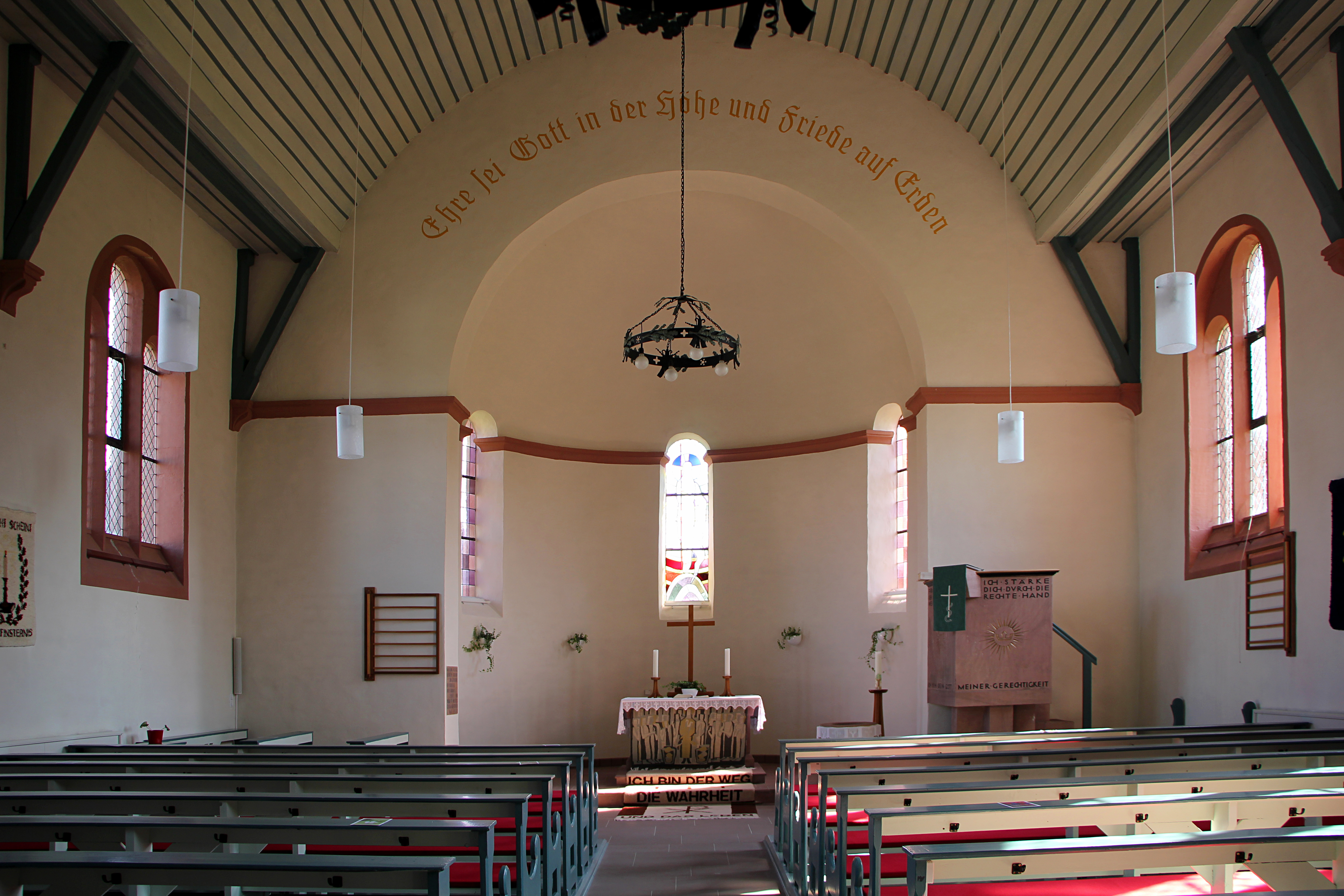
Innenraum

Anstelle der 1711 errichteten alten Fachwerkkirche wurde 1875 eine neue Kirche aus Stein errichtet. Kaiser Wilhelm I. hatte mit einem Geschenk von 9000 Mark entscheidend zur Finanzierung beigetragen. 1887 erhielt die Kirche eine Orgel als Geschenk der kaiserlichen Familie zur 200-Jahr-Feier des Dorfes. Sie wurde 2006 restauriert.
Bis 1917 war die Kirche mit drei Glocken aus Bronze ausgestattet. Die kleinste aus 1770, die mittlere aus 1839, die größte aus 1902. Im Ersten Weltkrieg mussten die beiden größeren eingeschmolzen werden. 1919 wurde diese gegen Eintausch der kleinsten wieder ersetzt.
1930 ließ die Gemeinde aus dem Vermächtnis von Henriette Moutoux, deren Vorfahren Mitte des 19. Jahrhunderts von Schwabendorf nach Kalifornien ausgewandert waren, zwei Kunstwerke anfertigen: Die Bronzeskulptur „Heiliger Georg / Der Drachentöter“ von Gerhard Marcks und das Ölgemälde „David und Goliath / Auszug der Hugenotten“ von Karl Leyhausen. Diese erinnern an den Glaubenskampf und die Verfolgung der Hugenotten in Frankreich. Seitdem trägt die Kirche den Namen „Hugenotten-Gedächtniskirche“.
1937 wurde eine Sandsteinkanzel eingebaut als Ersatz für die holzvertäfelte Kanzel aus dem Jahre 1888. 1955 wurde das durch einen Blitzschlag zerstörte Chorfenster ersetzt durch das Glasfenster „Der auferstandene Christus“ nach dem Entwurf der früheren Schwabendorfer Pfarrfrau Johanna Schütz-Wolff.

### Vereine
Das kulturelle Ortsleben prägen folgende Vereine:
- Arbeitskreis für die Geschichte der Hugenotten und Waldenser
- Freiwillige Feuerwehr Schwabendorf
- Gesangverein 1886
- Landfrauenverein
- Motor-Club Schwabendorf 1971
- Posaunenchor
- Tennisclub Schwabendorf 1986 e. V.
- Turn- und Sportverein 1927 Schwabendorf e. V.
- Verein für Schutz- und Gebrauchshunde

## Infrastruktur
In Schwabendorf gibt es ein Dorfgemeinschaftshaus und eine evangelische Kirche.

### Verkehr
Den öffentlichen Personennahverkehr stellen die Buslinien MR-72, MR-74 und MR-79 des RMV.

### Nahwärme
Seit Ende November 2011 läuft auf dem Gelände des Schwabendorfer Ortslandwirtes eine Biogasanlage, die dieser mit zwei weiteren Bauern aus der Region betreibt. Ebenfalls im November wurde im Ort eine Genossenschaft gegründet, die ein Nahwärmenetz aufbaut und die Abwärme der Biogasanlage abnimmt. Die Genossenschaftsmitglieder nutzen diese Wärme dann zum Heizen und für Warmwasser. Von dem zwischenzeitlichen Plan, die Kapazitäten durch ein Holzhackschnitzelwerk zu erhöhen, wurde wieder Abstand genommen, da die Kapazitäten der Anlage ausreichen, um die gut 70 Mitglieder mit Wärme zu versorgen. Die Bauarbeiten machen sich auch die Stadtwerke Marburg zunutze, die parallel zu der Nahwärmeleitung ein Glasfaserkabel für schnelles Internet verlegen. Das Nahwärmenetz ist seit Anfang 2013 in Betrieb.